# Dareen Tatour
Dareen Tatour (en árabe: دارين طاطور‎, Reineh, 16 de abril de 1982) es una poeta, fotógrafa y activista palestina de Reineh (Israel) que escribe en árabe, su lengua materna. En 2018 fue juzgada, declarada culpable y condenada a cinco meses de prisión por un tribunal israelí por «incitar a la violencia» y «apoyar a una organización terrorista» en publicaciones en las redes sociales, una de las cuales era un vídeo que incluía una lectura de su poema. Tras su apelación, la condena por el post que contenía el poema fue revocada al año siguiente, pero se mantuvo la condena por sus otros posts.
En 2019, recibió el Premio Oxfam Novib/PEN a la Libertad de Expresión.

## Publicaciones en redes sociales y arresto
Ha publicado sus obras en Facebook y YouTube.
En octubre de 2015, Tatour publicó un poema en YouTube y Facebook titulado «Qawem Ya Shaabi Qawemahum» («Resiste a mi pueblo, resístete a ellos»), donde las palabras se citaban como banda sonora de imágenes de palestinos en violentos enfrentamientos con tropas israelíes. Esto condujo a su detención y acusación por incitación a la violencia y por apoyo a una organización terrorista. En el documento de acusación se cita una traducción íntegra del poema realizada por un agente de policía. El resto de la acusación se refiere a tres publicaciones de Facebook: (i) la foto de Israa Abed, una mujer de Nazaret, tendida en el suelo de la estación central de autobuses de Afula tras ser tiroteada por soldados y guardias israelíes; (ii) una foto de perfil con la inscripción en árabe «Ana Al-Shahid Al-Yay» («Soy la próxima mártir»); y (iii) un post en el que se cita el llamamiento de la Yihad Islámica a la Intifada en Cisjordania y se pide una Intifada dentro de la Línea Verde.8]

### Reacciones
El poema de Tatour fue visto más de 200.000 veces antes de su juicio.
Las publicaciones coincidieron con la llamada «Intifada de los cuchillos», una oleada de apuñalamientos palestinos que comenzó en 2015, mató a decenas de israelíes en cuestión de meses y se atribuyó al crecimiento de las redes sociales. Los investigadores israelíes afirmaron que: «El contenido, su exposición y las circunstancias de su publicación crearon una posibilidad real de que se cometieran actos de violencia o terrorismo».
Al mismo tiempo, el procesamiento de Tatour suscitó una amplia condena internacional. Según la BBC, en 2018 «el caso de la poeta se ha convertido en una causa célebre para los defensores de la libertad de expresión y ha llamado la atención sobre un reciente aumento de las detenciones israelíes -de árabes israelíes y palestinos en la Cisjordania ocupada- acusados de incitación o planificación en línea de ataques». El PEN American Center condenó su detención y acusación en 2016, organizó campañas de envío de cartas en su nombre, y tras su condena en mayo de 2018 declaró que la condena “se basa en una caracterización errónea y sin sentido de su trabajo y es un ataque inaceptable a la libertad de expresión en Israel“.  Su detención también fue condenada por la organización antisionista estadounidense Jewish Voice for Peace.

## Juicio, sentencia y apelación exitosa
En un principio, Tatour negó ser la autora de los mensajes y el poema, pero tras cambiar de abogado admitió haberlo hecho y, en su lugar, comenzó a alegar que el poema había sido mal traducido.
El argumento de la acusación hizo hincapié en su negación, retractación y posterior culpabilización, afirmando que una persona "segura de la justicia de su camino y de la pureza de sus intenciones admite sistemáticamente haber publicado las cosas que se le atribuyen y explica las intenciones subyacentes".
La defensa de Tatour argumentó que se la estaba juzgando para "intimidar y silenciar a los palestinos en Israel" y que "la criminalización de la poesía... menoscaba la riqueza cultural de toda sociedad."
Fue declarada culpable el 3 de mayo de 2018, y el 31 de julio de 2018 condenada a cinco meses de prisión. Fue puesta en libertad en septiembre de 2018.
En mayo de 2019, el Tribunal de Distrito de Nazaret anuló su condena por el poema, aunque no las condenas por otras publicaciones en redes sociales. El tribunal dictaminó que el poema no "implicaba comentarios inequívocos que sirvieran de base para un llamamiento directo a llevar a cabo actos". El tribunal señaló que Tatour era conocida como poeta y que "la libertad de expresión recibe un peso añadido cuando también implica la libertad de [expresión] artística y creativa".